# Sito nucleare del Tricastin

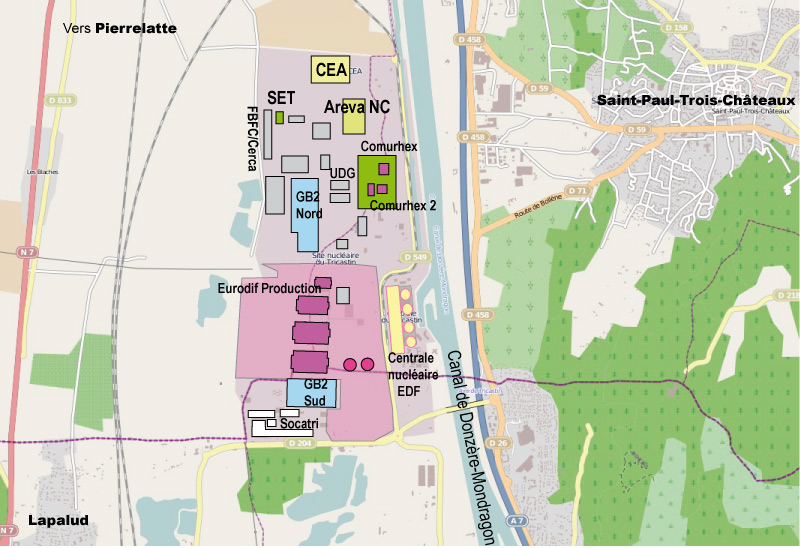
Mappa semplificata del sito.

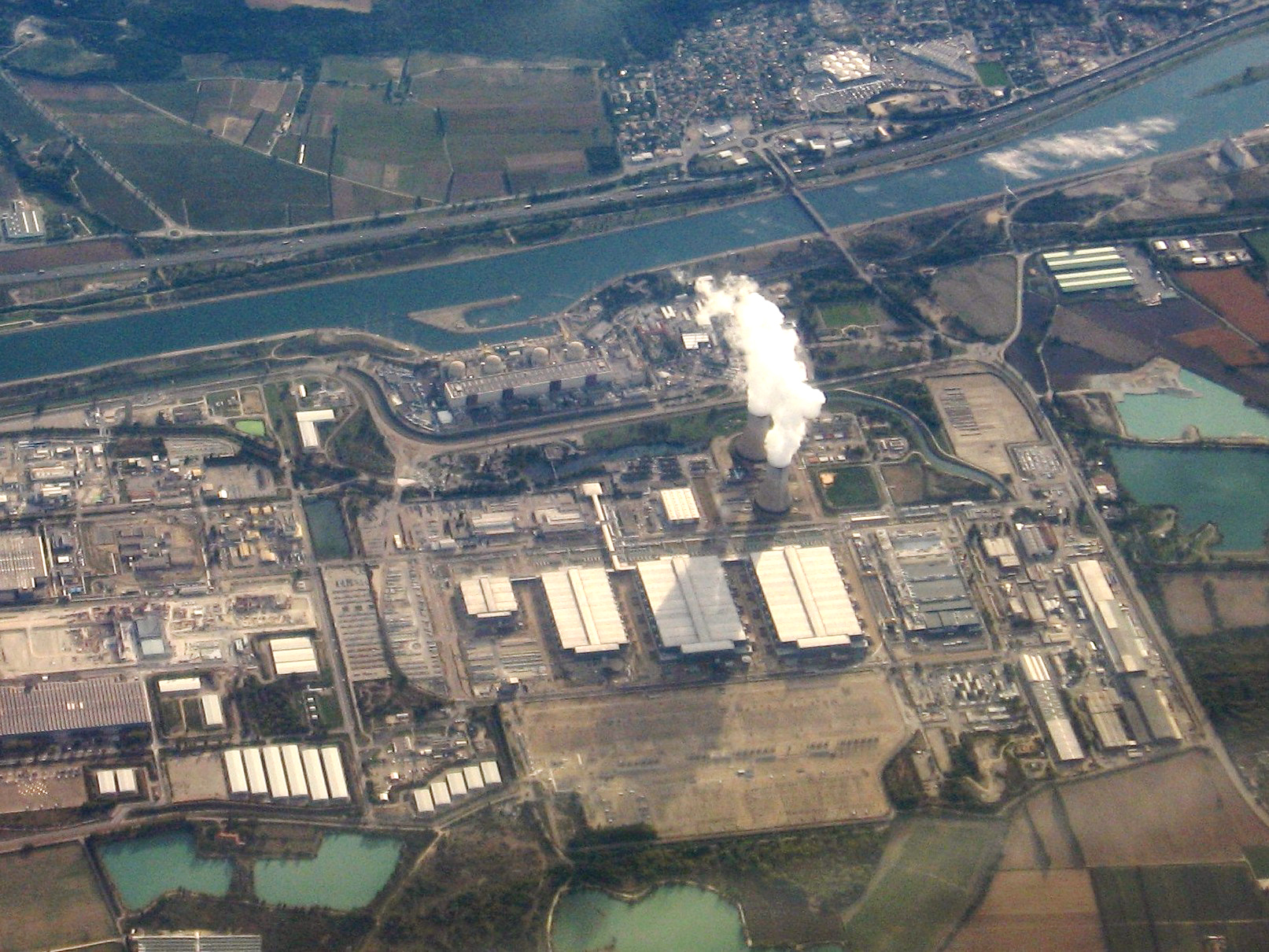
Veduta aerea del sito.

Il sito nucleare del Tricastin è il più grande sito nucleare francese e comprende delle strutture per la produzione di energia elettrica, degli impianti del ciclo del combustibile nazionale e degli stabilimenti per l'arricchimento dell'uranio e del ciclo del combustibile nucleare in genere.
Si trova nella bassa valle del fiume Rodano, nel cuore della storica regione del Tricastin, sulla riva destra del canale Donzère-Mondragon tra Valence (situata a 70 chilometri a monte) e Avignone (posta a 65 chilometri a valle). Si estende su una superficie di sei chilometri quadrati distribuita su quattro comuni: Saint-Paul-Trois-Châteaux e Pierrelatte nel dipartimento della Drôme; Bollène e Lapalud nel dipartimento della Vaucluse.
Su di esso sono presenti un'agenzia e due aziende disposte in tre aree separate tra di loro: quella del Commissariat à l'énergie atomique et aux énergies alternatives (CEA), quella di Orano (che ospita sei sue Società controllate) e quella di Électricité de France (EDF).

## L'area di Orano

### Eurodif Production
L'impianto Georges-Besse I, fino al 1988 chiamato Eurodif (come l'azienda che lo gestiva), era uno stabilimento per l'arricchimento dell'uranio con il metodo della diffusione gassosa che è stato operativo dal 1978 al 2012 e che è attualmente in via di smantellamento. È stato rimpiazzato dall'impianto Georges-Besse II (collocato nella stessa area).
La struttura porta il nome del fondatore e direttore di Eurodif.

### Société d'enrichissement du Tricastin (SET)
L'impianto Georges-Besse II è una fabbrica per l'arricchimento dell'uranio mediante le centrifughe a gas che ha sostituito l'impianto Georges-Besse I. È in funzione dal 2011 e viene gestito dalla Société d'enrichissement du Tricastin (SET), una suddivisione di Orano Cycle (ex Areva NC).

## L'area diÉlectricité de France(EDF)

### Centrale elettronucleare del Tricastin
Data la grande richiesta di energia elettrica da parte dell'impianto di arricchimento dell'uranio di Eurodif, sono stati costruiti in loco quattro reattori nucleari PWR, da 915 MW cadauno, che funzionano praticamente in esclusiva per il sito nucleare. Per diminuire le dispersioni, è stato creato un elettrodotto da soli 225 kV per il trasporto dell'energia elettrica dai reattori a tale complesso industriale.